# Carolina Luján
María Carolina Luján (nascida em 13 de maio de 1985 em Buenos Aires) é uma enxadrista argentina detentora dos títulos FIDE de Mestre Internacional, além de possuir 2 normas de Grande Mestre.

## Carreira
Luján conquistou três medalhas de ouro no Campeonato Pan-Americano Juvenil de Xadrez: na divisão feminina sub-10 em 1995, e na divisão feminina sub-12 em 1996  e 1997.
Ela venceu o Campeonato Argentino de Xadrez Feminino cinco vezes (em 2000, 2001, 2004, 2006  e 2015)
Luján competiu no Campeonato Mundial Feminino de Xadrez de 2004, onde foi eliminada pela eventual vice-campeã Ekaterina Kovalevskaya na primeira rodada, no Campeonato Mundial Feminino de Xadrez de 2006, onde foi eliminada pela vice-campeã do torneio, Alisa Galliamova, na segunda rodada, no Campeonato Mundial Feminino de Xadrez de 2012, onde foi eliminada por Anna Zatonskih na primeira rodada, e Campeonato Mundial Feminino de Xadrez de 2015, onde foi eliminada por Alisa Galliamova na segunda rodada..
Luján representou a Argentina, a bordo de uma seleção feminina, em sete Olimpíadas de Xadrez de 2002 a 2014. Seus melhores resultados foram na 35ª Olimpíada de Xadrez de Bled em 2002, onde marcou 8½/13 e terminou em 11º, e na 40ª Olimpíada de Xadrez Olimpíada de Istambul em 2012, onde pontuou 6/9 com uma classificação de desempenho de 2455, terminando em 13º no tabuleiro um.
Ela venceu o torneio Mediterranean Flowers WGM em Rijeka 2008 o torneio Graz WGM em 2010 e venceu conjuntamente o Campeonato Pan-Americano Feminino em Campinas, Brasil em 2010.
Luján venceu o Campeonato Continental Americano de Xadrez Feminino de 2014 em Buenos Aires.

## Jogos de destaque
Alexandr Fier vs Carolina Lujan Sicilian Defense: Lasker-Pelikan. Sveshnikov Variation Chelyabinsk Variation